# The Disorderly Orderly
The Disorderly Orderly (no Brasil, O Bagunceiro Arrumadinho / em Portugal, Enfermeiro Sem Diploma) é um filme de comédia de 1964, dirigido por Frank Tashlin e protagonizado por Jerry Lewis.

## Sinopse
Jerome Littlefield (Jerry Lewis), trabalha como enfermeiro em um hospital. Seu serviço não agrada a todos, pois Jerome é afetado por todos os problemas dos pacientes.

## Elenco
- Jerry Lewis - Jerome Littlefield
- Glenda Farrell - Dra. Jean Howard
- Everett Sloane - Sr. Tuffington
- Karen Sharpe - Julie Blair
- Kathleen Freeman - Enfermeira Higgins
- Del Moore - Dr. Davenport
- Alice Pearce - Srta. Fuzzibee
- Susan Oliver- Susan Andrews
- Jack E. Leonard - Fat Jack
- Milton Frome

## Ficha técnica
- Estúdio: Paramount Pictures
- Distribuição: Paramount Pictures
- Direção: Frank Tashlin
- Roteiro: Frank Tashlin, baseado em estória de Ed Haas e Norm Lieberman
- Produção: Paul Jones
- Música: Joseph J. Lilley
- Fotografia: W. Wallace Kelley
- Direção de Arte: Tambi Larsen e Hal Pereira
- Figurino: Edith Head
- Edição: John Woodcock

## Curiosidades
- A canção-tema do filme é cantada por Sammy Davis, Jr..